# Alan Carvalho
Alan Douglas Borges de Carvalho, mais conhecido como Alan Carvalho ou simplesmente Alan ou na China como Ā Lán (阿兰) (Barbosa, 10 de julho de 1989), é um futebolista sino brasileiro, naturalizado chinês que atua como atacante. Atualmente, está no Qingdao West Coast

## Carreira

### Londrina
Alan foi revelado pelo Londrina em 2006. Após a Copa São Paulo de Futebol Júnior de 2007, foi indicado ao Fluminense por olheiros do clube, e posteriormente contratado.

### Fluminense
Estreou pela equipe profissional em 2008, se destacando rapidamente por sua vontade em campo e seu faro de gol, porém nunca se firmando na equipe titular.
No ano seguinte, marcaria 11 gols ao longo de 41 partidas disputadas, a maioria delas vindo do banco de reservas. Seis tentos foram somente no Brasileirão. Mas um dos gols mais bonitos de Alan pelo Tricolor em 2009 seria na semifinal da Copa Sul-Americana contra o Cerro Porteño, no Maracanã, quando fez o que quis diante do goleiro adversário e só teve o trabalho de tocar a bola para o fundo do gol. Neste mesmo ano, já se destacaria e chamaria a atenção de outros clubes.
Em 2010, após iniciar muito bem o Campeonato Brasileiro, fazendo uma boa dupla com Fred, foi vendido para o RB Salzburg da Áustria, por 3,5 milhões de euros.

### Red Bull Salzburg
No futebol austríaco se adaptou muito rápido, sendo um dos principais jogadores e goleadores da equipe ao lado do espanhol Jonathan Soriano. Seu desempenho no clube fizeram chamar atenção de clubes alemães e ingleses. Alan chegou a ser artilheiro em uma edição da Europa League, torneio que na Europa equivale a Copa Sul-Americana na América do Sul. Em 2010, Alan vivenciou um fato curioso. O mesmo foi exaltado pela torcida do Manchester City, de forma nonsense, após confronto na Europa League. A história foi contada pelo portal GE a época.

### Guangzhou Evergrande, Tianjin Q. e Beijing S.
No inicio de 2015, numa rápida negociação, Alan acaba se transferindo para o futebol chinês pelo valor de €11.1 milhões de euros. Pelo clube, foi campeão da Champions League Asiática, bicampeão Chinês e campeão da Copa da China, além de tricampeão da Supercopa do país. Alan fez mais de 100 jogos pelo clube, conquistando dessa forma o posto de ídolo junto aos chineses. Entre as temporadas 2019 e 2020, Alan foi emprestado a outras duas agremiações do país, enquanto ainda tinha contrato em vigência com o Guangzhou. Em 2022 chegou ao fim a passagem de 7 anos de Alan pelo futebol chinês. Por lá, disputou ao todo 163 partidas, marcou 81 gols e deu 13 assistências, além de ter conquistado 7 títulos oficiais e chegado a Seleção Chinesa após se naturalizar.

### Seleção Chinesa
Em 2021, estreou pela seleção chinesa nas eliminatórias da Copa de 2022, marcando dois gols na vitória da China sobre Guam por 7–0.

### Retorno ao Fluminense
No dia 22 de junho de 2022, Alan acertou o seu retorno ao Fluminense. O atleta retorna ao clube depois de doze anos atuando no exterior.
Na 37ª rodada do Campeonato Brasileiro, Alan marcou na goleada contra o Goiás e celebrou seu primeiro gol após o retorno ao Fluminense.
Em 21 de agosto de 2023, ao não ter muitas oportunidades no elenco tricolor, Alan rescinde o contrato com o Fluminense.
Em seu retorno, ele atuou em treze partidas e marcou 3 gols. Somando as duas passagens, Alan disputou 99 jogos oficiais pelo Fluminense, marcando 27 gols ao todo.

### Seleção Brasileira
Abaixo estão listados todos jogos, gols e assistências do futebolista pela Seleção Brasileira, desde as categorias de base. Abaixo da tabela, clique em expandir para ver a lista detalhada dos jogos de acordo com a categoria selecionada.
Sub-17
| Ano   |       |      |         |       |
| Ano   | Jogos | Gols | Assist. | Média |
| ----- | ----- | ---- | ------- | ----- |
| 2006  | 6     | 4    | 0       | 0,66  |
| Total | 6     | 4    | 0       | 0,66  |

Sub-20
| Ano   |       |      |         |       |
| Ano   | Jogos | Gols | Assist. | Média |
| ----- | ----- | ---- | ------- | ----- |
| 2008  | 3     | 1    | 0       | 0,33  |
| Total | 3     | 1    | 0       | 0,33  |

### Seleção Chinesa
| Ano   |       |      |         |       |
| Ano   | Jogos | Gols | Assist. | Média |
| ----- | ----- | ---- | ------- | ----- |
| 2021  | 10    | 3    | 1       | 0,3   |
| 2022  | 2     | 0    | 0       | -     |
| Total | 12    | 3    | 1       | 0,25  |

|    | Data                | Local                           | Resultado | Adversário | Gols | Competição                |
| -- | ------------------- | ------------------------------- | --------- | ---------- | ---- | ------------------------- |
| 1. | 30 de maio de 2021  | Suzhou, China                   | 0–7       | Guam       | 2    | Eliminatórias para a Copa |
| 2. | 30 de maio de 2021  | Suzhou, China                   | 0–7       | Guam       | 2    | Eliminatórias para a Copa |
| 3. | 11 de junho de 2021 | Sharjah, Emirados Árabes Unidos | 5–0       | Maldivas   | 1    | Eliminatórias para a Copa |

## Títulos
Red Bull Salzburg
- Campeonato Austríaco: 2011–12, 2013–14
- Copa da Áustria: 2012, 2014

Guangzhou Evergrande
- Liga dos Campeões da AFC: 2015
- Campeonato Chinês: 2016, 2017
- Copa da China: 2016
- Supercopa da China: 2016, 2017, 2018

Fluminense

- Copa do Brasil: 2007
- Campeonato Brasileiro: 2010
- Taça Guanabara: 2023[4]
- Campeonato Carioca: 2023
- Copa Libertadores da América: 2023[5][6]

### Artilharias
- Liga Europa: 2014–15 (8 gols)

Individuais
- Seleção da Liga dos Campeões da AFC: 2017